# Nakiska

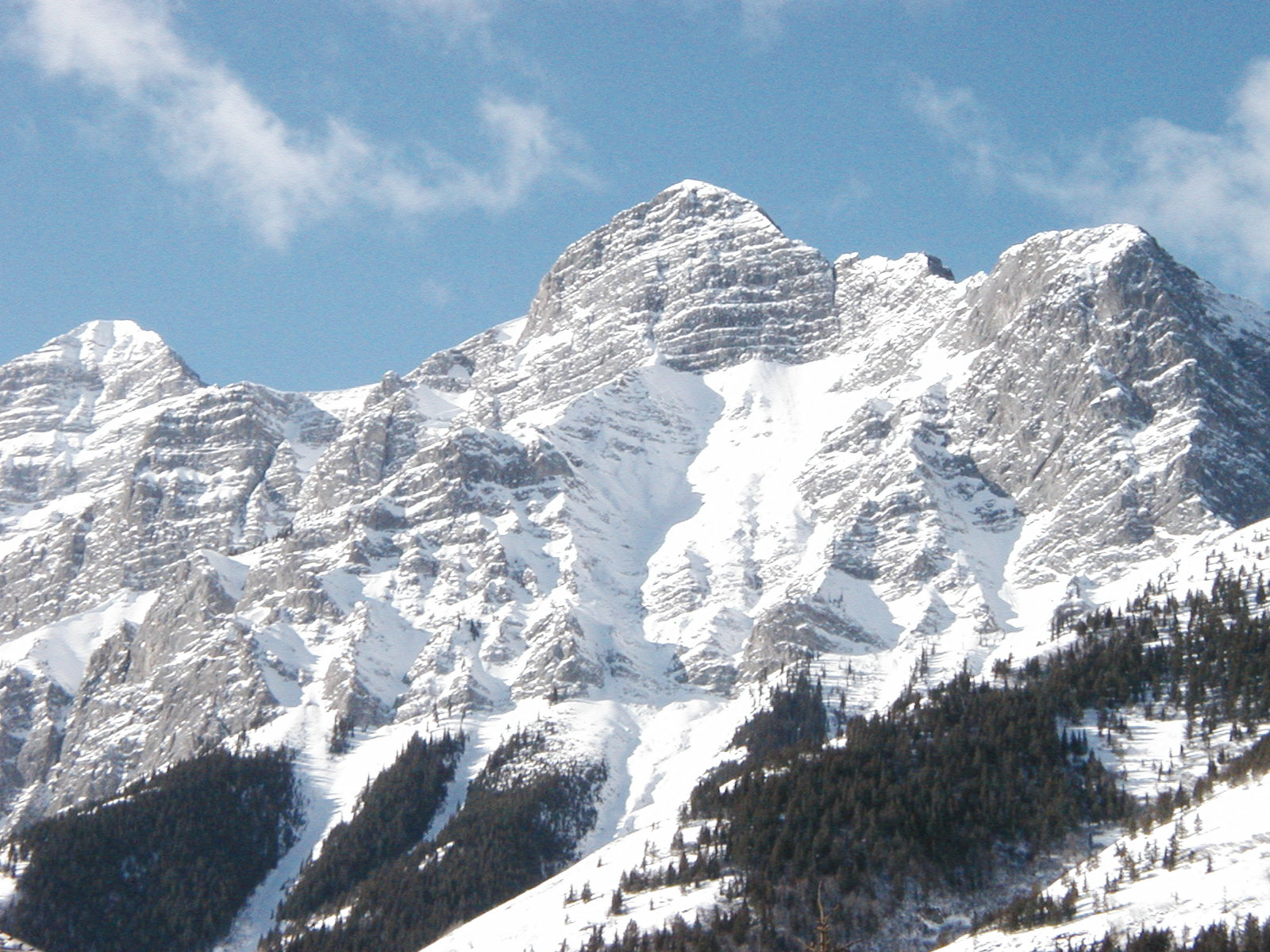
Massif montagneux à Nakiska

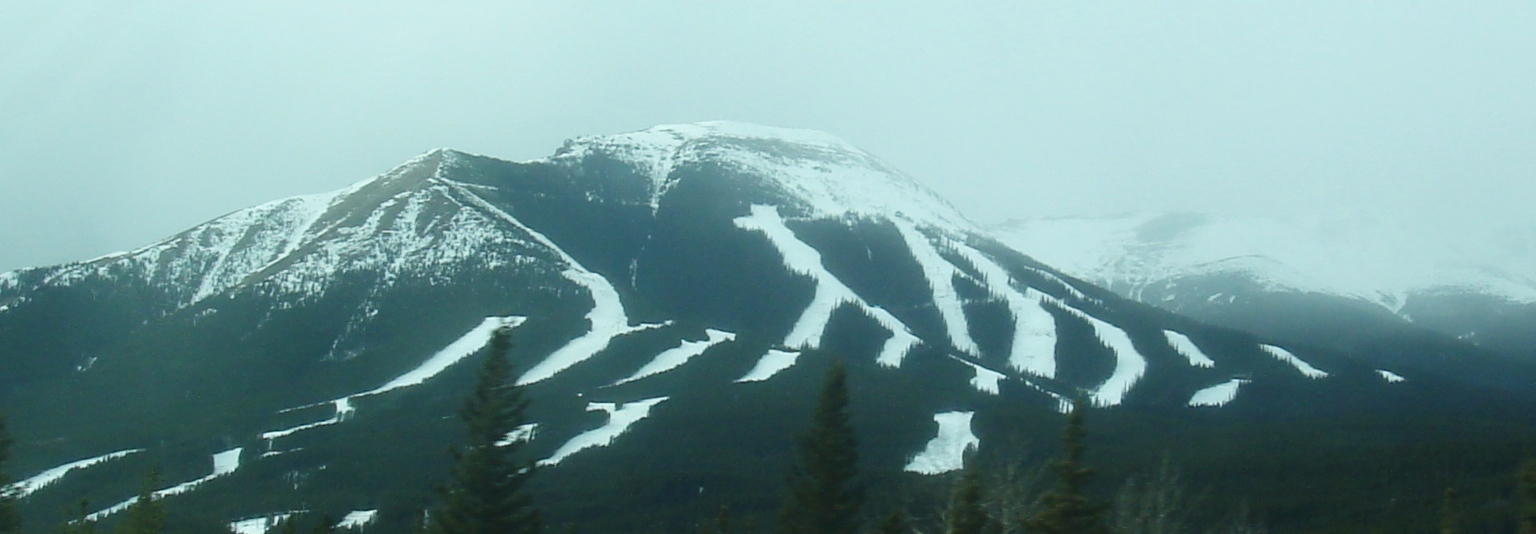
Vue d'ensemble des pistes de ski de la station de Nakiska.

Nakiska est une station de sports d'hiver canadienne située en Alberta fondée en 1986 en préparation des JO de Calgary. Elle se trouve à environ 83 kilomètres de Calgary. Elle est aujourd'hui dirigée par Resort of the Canadian Rockies.

## Description
Nakiska est une station de sports d'hiver située dans le pays de Kananaskis qui s'étend sur plusieurs parcs provinciaux de l'Alberta. 
La station se situe à une altitude de 1 525 et 2 260 mètres. Elle compte 28 pistes, 6 télésièges et un tapis roulant.

## Histoire
La région est historiquement peuplée par la nation amérindienne des Cris. Nakiska signifie "Lieu de rencontre" en langue crie.

## Station olympique
La station de Nakiska fut créée en 1986 en vue des Jeux olympiques de Calgary. La station accueillit les compétitions de ski alpin et de ski acrobatique lors des Jeux olympiques d'hiver de 1988.
Le 13 novembre 2017, le skieur alpin français David Poisson, s'y est tué lors d'un entrainement, à l'âge de 35 ans.